# Zacharias Grape (der Jüngere)
Zacharias Grape (der Jüngere) (* 6. Oktober 1671 in Rostock; † 11. Februar 1713 ebenda) war Professor der Physik und Metaphysik sowie der Theologie an der Universität Rostock.

## Ausbildung und Studium
Zacharias Grape, Sohn des Rostocker Professoren Zacharias Grape des Älteren, besuchte in seiner Geburts- und Heimatstadt die Stadtschule, ehe er im Herbst 1689 die Universität Rostock bezog. Von 1690 bis 1692 setzte er sein Studium in Greifswald fort. Ende des Jahres 1694 wurde Grape dort zum Magister artium promoviert.

## Akademische Laufbahn
Ermöglicht durch ein Stipendium der Schabbelstiftung, ging Grape noch im selben Jahr nach Wittenberg und im Jahr darauf nach Leipzig, wo er laut Falkenberg Vorlesungen hielt. 1696 kehrte Grape nach Rostock zurück und wurde in die Philosophische Fakultät aufgenommen.
Im April 1698 ernannte der Rat der Stadt Rostock Grape als Nachfolger von Joachim Lindemann (1662–1698) zum ordentlichen Professor für Physik und Metaphysik.
Kaum ein Jahr später übernahm Grape das Amt des Archidiakons an der Rostocker St. Jakobikirche. Sein Vorgänger in diesem Amt war Samuel Starck.
Am 20. September 1701 wurde Zacharias Grape in Rostock zum Dr. theol. promoviert. Drei Jahre später, im September 1704, folgte die Ernennung zum ordentlichen Professor für Theologie durch den Rat der Stadt Rostock. Grape übernahm damit die seit 1697 vakante Stelle von Franz Wolff. Im Jahre 1707 lehnte Grape einen Ruf an die Universität Greifswald ab.
Die ihm Anfang Februar des Jahres 1713 angetragene fürstliche Professor der Theologie sowie die Ämter als Konsistorialrat und Superintendent konnte er nicht mehr antreten, da er am 11. Februar 1713 verstarb.

## Familie
Zacharias Grape war zweimal verheiratet. Die erste Ehe schloss er mit Catherina Sophie Quistorp, der Tochter von Johann Nicolaus Quistorp, die aber bereits 1706 verstarb. In zweiter Ehe war Grape mit Cornelia Magdalena Botsack, Tochter des Kopenhagener Professors Bartholomäus Botsack, verheiratet.